# Babešnica
Babešnica (szerbül: Бабешница), település Bosznia-Hercegovinában, Modriča községben, a Szerb Köztársaság északi régiójában. 

## Fekvése
A település Bosznia-Hercegovina északi részén, Dobojtól légvonalban 23, közúton 37 km-re északkeletre, községközpontjától légvonalban 7, közúton 9 km-re délnyugatra, a Boszna völgyében és tőle délre, a Trebava-hegység területén, a Babešnica-patak mentén, 107-316 méteres magasságban fekszik. Két fő településrésze a Boszna völgye felé eső Dojna Babešnica és a Trebava-hegységben fekvő Gornja Babešnica.

## Népessége
| Nemzetiségi csoport | Népesség 1991 | Népesség 2013 |
| ------------------- | ------------- | ------------- |
| Szerb               | 11            | 8             |
| Bosnyák             | 0             | 0             |
| Horvát              | 117           | 9             |
| Jugoszláv           | 7             | 0             |
| Egyéb               | 12            | 3             |
| Összesen            | 147           | 20            |

## Története
A Vignjište lelőhely régészeti leleteinek tanúsága szerint a falu területén már az őskorban is volt emberi település.
A horvát lakosságú település 1878-ig tartozott az Oszmán Birodalomhoz. Ekkor a berlini kongresszus határozata alapján az Osztrák-Magyar Monarchia része lett. 1910-ben a Gradačaci járáshoz tartozó településen 30 háztartást és 158 római katolikus lakost találtak. A monarchia szétesésével 1918-ban előbb a Szerb-Horvát-Szlovén Királyság, majd 1929-től a Jugoszláv Királyság része lett. 1921-ben a Gradačaci járáshoz tartozó a településnek 163 lakosa volt, mind római katolikus horvátok. Az 1929-es törvény értelmében, amikor Bosznia-Hercegovinát négy banovinára, Drinskára, Vrbaskára, Zetskára és Primorskára osztották, a település a Vrbaska banovina (Orbászi Bánság) része lett, amelynek székhelye Banja Luka volt. 1939-ben a közigazgatás átszervezésével a Hrvatska banovina (Horvát Bánság) része lett.
A második világháborúban Jugoszlávia megszállása után a Független Horvát Állam (NDH) része lett. A második világháború után 1992-ig a település a szocialta Jugoszlávia keretében a Bosznia-Hercegovinai Népköztársaság része volt. A boszniai háború idején a falu horvát lakosságát elűzték. A boszniai háborút lezáró daytoni békeszerződés rendelkezése alapján az ország területét felosztották a Bosznia-hercegovinai Föderáció és a boszniai Szerb Köztársaság között. A békeszerződés utáni területmegosztási megállapodás értelmében a település a Boszniai Szerb Köztársasághoz került. Míg 1992-ben még körülbelül harminc család élt a faluban, ma már csak öt család lakik itt, a többiek időről időre meglátogatják birtokaikat. Május 1-jén, Szent József, a munkás ünnepén a kápolnában gyűlik össze mintegy 70 ember, míg Mindenszentek ünnepén körülbelül ötven ember jön a temetőben lévő kápolnába, hogy meglátogassák szeretteik sírját, virágot helyezzenek el és gyertyát gyújtsanak.

## Nevezetességei
Vignjište – őskori település maradványai. A Babešnica-patak bal partján, mielőtt a patak a Boszna völgyébe érne, egy enyhe magaslaton a kultúrétegben újkőkori leleteket találtak. Sajnos a lelőhely a múltban házépítés miatt súlyosan megrongálódott.